# Gabiano
Gabiano là một đô thị thuộc tỉnh Alessandria.
Đô thị có cự ly 25 km về phía tây của Casale Monferrato. Khu vực này nằm ở vùng đất thấp phía nam sông Po
Đô thị này có diện tích km2, dân số ngày 1 tháng 1 năm 2009 là 1254 người.